# Fantův mlýn

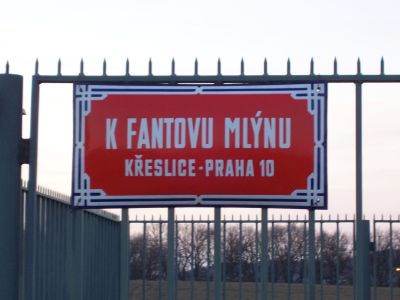
Na zaniklý mlýn upomíná už jen název nové ulice

Fantův mlýn je zaniklý mlýn na jihovýchodním okraji Prahy mezi Petrovicemi a Křeslicemi na potoce Botič v lokalitě zvané Dobrá Voda, proti ústí Dobré vody do Botiče.
Nejstarší zprávy o tomto mlýně jsou z 16. století, ale zřejmě vznikl již ve 14. století. Písemně doložený je mlýn v roce 1659, nejstarším doloženým držitelem mlýna byl Samuel Fanta Nuselský. V roce 1740 byl mlýn obnoven a přestavěn do podoby, v níž zůstal zachován až do požáru v roce 1960.
Od roku 1975 zde byl umístěn chov koní s novou obytnou budovou a stájemi. Koncem 90. let minulého století však budovy zpustly, úplnou zkázu objektů však dokončili až bezdomovci. Dnes už jsou na místě pouze zbytky obvodových zdí.
Původní podoba mlýna se údajně zachovala pouze na obrazu O. Bubeníčka a ve filmu Lucerna podle stejnojmenné divadelní hry Aloise Jiráska, který se na Fantově mlýně natáčel v roce 1925.